# 검은이마직박구리
검은이마직박구리는 참새목 직박구리과의 새이다.

## 생김새
특별한 특징은 목덜미와 검은색 머리의 측면을 덮는 큰 흰색 반점이다. 검은이마직박구리는 눈 뒤쪽에서 이마 뒤쪽으로 흰색 무늬가 있다. 몸 윗면은 연두색이고, 몸 아랫면은 회백색이다.

## 서식
숲 가장자리,공원,마을에 서식한다. 중국과 베트남 북부, 대만, 일본, 한국에 분포한다. 한국에서는 2002년 10월 어청도에서 처음 발견된 길잃은새였지만, 이후 우리나라에서 번식하여 남부 지방을 중심으로 점점 개체수가 증가하여 텃새로 자리잡았다.